# Sergio Goldenberg
Sergio Goldenberg (Rio de Janeiro, 18 de setembro de 1966) é um roteirista de TV e diretor de cinema brasileiro. Iniciou sua carreira como jornalista e colaborador de Eduardo Coutinho. Escreveu, em parceria com Rosane Lima, e dirigiu o longa-metragem Bendito Fruto, lançado em 2005. Desde 1995, é autor roteirista da TV Globo, onde escreve seriados e novelas. Foi redator e roteirista dos programas Brasil Legal, Por Toda Minha Vida, Força Tarefa, O Caçador, entre outros.
Seus mais recentes trabalhos como roteirista são as minisséries O Canto da Sereia (2013), Amores Roubados (2014) e o remake da novela O Rebu (2014), em parceria com George Moura. É autor, também em parceria com George Moura, da supersérie da TV Globo Onde Nascem os Fortes e da série Onde Está Meu Coração.

## Carreira na televisão
| Ano                | Trabalho              | Emissora  | Função                  |
| ------------------ | --------------------- | --------- | ----------------------- |
| 2025               | Guerreiros do Sol     | Globoplay | Autor, com George Moura |
| 2021               | Onde Está Meu Coração | Globoplay | Autor, com George Moura |
| 2018               | Onde Nascem os Fortes | TV Globo  | Autor, com George Moura |
| 2018               | Ilha de Ferro         | TV Globo  | Colaborador             |
| 2014               | O Rebu                | TV Globo  | Autor, com George Moura |
| 2014               | Amores Roubados       | TV Globo  | Colaborador             |
| 2014               | O Caçador             | TV Globo  | Colaborador             |
| 2013               | O Canto da Sereia     | TV Globo  | Colaborador             |
| 2011               | Força Tarefa          | TV Globo  | Colaborador             |
| 2007               | Duas Caras            | TV Globo  | Colaborador             |
| 2006 — 2009 / 2010 | Por Toda Minha Vida   | TV Globo  | Roteirista              |
| 2005               | Malhação              | TV Globo  | Colaborador             |
| 1998 / 2000        | Muvuca                | TV Globo  | Redator                 |
| 1995 / 1996        | Brasil Legal          | TV Globo  | Redator                 |
| 1992 / 1994        | Documento Especial    | SBT       | Repórter e Redator      |

#### Documentários e reportagens
| Ano  | Trabalho                                                | Função                |
| ---- | ------------------------------------------------------- | --------------------- |
| 1994 | Funk Rio                                                | Redator e diretor     |
| 1991 | Profissão: Doméstica                                    | Redator e diretor     |
| 1987 | Santa Marta: Duas Semanas no Morro, de Eduardo Coutinho | Assistente de diretor |

## Carreira no cinema
| Ano         | Trabalho                              | Função                |
| ----------- | ------------------------------------- | --------------------- |
| 2021        | Um Casal Inseparável                  | Roteirista e diretor  |
| 2005        | Bendito Fruto                         | Roteirista e diretor  |
| 1998 / 1991 | O Fio da Memória, de Eduardo Coutinho | Assistente de diretor |